# سيموني سكوفيت
سيموني سكوفيت (بالإيطالية: Simone Scuffet) وهو لاعب كرة قدم إيطالي في مركز حراسة المرمى ولد في يوم 31 مايو 1996 في مدينة أودين في إيطاليا ،وهو حالياً يلعب مع نادي أودينيزي ولعب مع منتخب إيطاليا تحت 18 سنة لكرة القدم.

## روابط خارجية
- سيموني سكوفيت على موقع الاتحاد الأوربي (الإنجليزية)
- سيموني سكوفيت على موقع اتحاد تركيا (لاعب) (الإنجليزية)
- سيموني سكوفيت على موقع قاعدة بيانات كرة القدم.إي يو (الإنجليزية)
- سيموني سكوفيت على موقع بيانات كرة القدم. دي إي (الألمانية)
- سيموني سكوفيت على موقع Soccerway.com (الإنجليزية)
- سيموني سكوفيت على موقع عالم كرة القدم.نت (الإنجليزية)
- سيموني سكوفيت على موقع AS.com (الإسبانية)